# Francena McCororyová
Francena Lynette McCororyová, nepřechýleně McCorory, (* 20. října 1988 Los Angeles, Kalifornie) je bývalá americká atletka, jejíž hlavní disciplínou byl především běh na 400 metrů. V roce 2014 se na této trati stala halovou mistryní světa.
Na mistrovství světa v roce 2011 doběhla ve finále běhu na 400 metrů čtvrtá a byla členkou vítězné štafety USA na 4×400 metrů. Z londýnské olympiády v roce 2012 si rovněž přivezla zlatou medaili jako členka štafety na 4×400 metrů, v individuálním závodě čtvrtkařek doběhla sedmá. Na halovém mistrovství světa v roce 2014 v této disciplíně zvítězila. Její osobní rekord v běhu na 400 metrů je 49,48 s (dosáhla ho 28. června 2014 v Sacramentu).
Svoji úspěšnou atletickou kariéru ukončila v roce 2021.